# Liste des lieux patrimoniaux du comté de Restigouche
Liste des lieux patrimoniaux du comté de Restigouche au Nouveau-Brunswick inscrits au répertoire des lieux patrimoniaux du Canada, qu'ils soient classés au niveau provincial, fédéral ou local.

## Liste
- Haut – A
- B
- C
- D
- E
- F
- G
- H
- I
- J
- K
- L
- M
- N
- O
- P
- Q
- R
- S
- T
- U
- V
- W
- X
- Y
- Z

| [ 1 ] | Lieu patrimonial                                                | Illustration                                                    | Communauté    | Adresse                            | Coordonnées        | No    | Constr. | Prot.       | Rec.             | Notes |
| ----- | --------------------------------------------------------------- | --------------------------------------------------------------- | ------------- | ---------------------------------- | ------------------ | ----- | ------- | ----------- | ---------------- | ----- |
| L     | 126, rue Brunswick                                              | Téléverser                                                      | Dalhousie     | 126, rue Brunswick                 | 48.06416 -66.37275 | 7089  |         | LHL         | 18 décembre 2006 |       |
| L     | 131, rue George                                                 | Téléverser                                                      | Dalhousie     | 131, rue George                    | 48.06438 -66.38036 | 7129  |         | LHL         | 18 décembre 2006 |       |
| L     | Ancien édifice de la Banque Royale                              | Téléverser                                                      | Dalhousie     | 420, rue William                   | 48.06629 -66.37534 | 18122 |         | LHL         | 18 décembre 2006 |       |
| L     | Cimetière Riverview                                             | Téléverser                                                      | Dalhousie     | Rue Renfrew                        | 48.06528 -66.36866 | 7086  |         | LHL         | 18 décembre 2006 |       |
| L     | Église anglicane St. Mary's                                     | Téléverser                                                      | Dalhousie     | 115, rue Hall                      | 48.06542 -66.37562 | 7084  |         | LHL         | 18 décembre 2006 |       |
| L     | Église Saint-Jean-Baptiste                                      | Téléverser                                                      | Dalhousie     | 336, allée Church                  | 48.06266 -66.36671 | 7234  |         | LHL         | 18 décembre 2006 |       |
| L     | Église unie Saint John's                                        | Téléverser                                                      | Dalhousie     | 135, rue Brunswick                 | 48.06474 -66.37162 | 7130  |         | LHL         | 18 décembre 2006 |       |
| L     | Ferme Miller                                                    | Téléverser                                                      | Dalhousie     | 456, promenade Sunset              | 48.04125 -66.41338 | 7233  |         | LHL         | 18 décembre 2006 |       |
| P     | Hôtel de ville de Dalhousie                                     | Téléverser                                                      | Dalhousie     | 117, rue Hall                      | 48.06599 -66.37529 | 1646  |         | LPP         | 8 juin 2000      |       |
| L     | Maison Reid-Stewart                                             | Téléverser                                                      | Dalhousie     | 104, allée Farm                    | 48.05797 -66.35915 | 7256  |         | LHL         | 18 décembre 2006 |       |
| L     | Monument Hamilton                                               | Téléverser                                                      | Dalhousie     |                                    | 48.06544 -66.37622 | 7086  |         | LHL         | 18 décembre 2006 |       |
| L     | Résidence MacLean                                               | Téléverser                                                      | Dalhousie     | 442, rue Adelaide                  | 48.06528 -66.38018 | 7733  |         | LHL         | 18 décembre 2006 |       |
| L     | Parc commémoratif Rotary                                        | Téléverser                                                      | Dalhousie     | 456, promenade Sunset              | 48.06622 -66.37594 | 7232  |         | LHL         | 18 décembre 2006 |       |
| L     | Parc Inch Arran                                                 | Téléverser                                                      | Dalhousie     | Avenue Inch Arran                  | 48.0599 -66.35275  | 7124  |         | LHL         | 18 décembre 2006 |       |
| F     | Phare (avant)                                                   | Phare (avant)                                                   | Dalhousie     |                                    | 48.06083 -66.35167 | 9684  |         | ÉFP reconnu | 5 septembre 1991 |       |
| L     | Résidence MacLean                                               | Téléverser                                                      | Dalhousie     | 442, rue Adelaide                  | 48.06528 -66.38018 | 7733  |         | LHL         | 18 décembre 2006 |       |
| P     | Parc provincial Glenwood                                        | Téléverser                                                      | Eldon         | Route 17                           | 47.85162 -67.00588 | 6405  |         | LPP         | 14 juillet 2006  |       |
| P     | Ancienne gare de Kedgwick                                       | Téléverser                                                      | Kedgwick      | 2A, rue Jeanne-d'Arc               | 47.64338 -67.34943 | 2428  |         | LPP         | 16 mai 1991      |       |
| L     | Coq du Clocher                                                  | Coq du Clocher                                                  | Saint-Quentin | 188, rue Canada                    | 47.51091 -67.39159 | 6648  |         | LHL         | 14 juin 2005     |       |
| L     | Couvent                                                         | Téléverser                                                      | Saint-Quentin | 10, place de l'Église              | 47.51076 -67.39134 | 3126  |         | LHL         | 27 juillet 2004  |       |
| L     | Édifice J.-B.-Rioux                                             | Téléverser                                                      | Saint-Quentin | 234, rue Canada                    | 47.51379 -67.39185 | 3131  |         | LHL         | 27 juillet 2004  |       |
| L     | Entrepôts de la gare ferroviaire                                | Téléverser                                                      | Saint-Quentin |                                    | 47.50774 -67.39099 | 3133  |         | LHL         | 27 juillet 2004  |       |
| L     | La ferme laitière Martel                                        | Téléverser                                                      | Saint-Quentin | 282, rue Canada                    | 47.51738 -67.39101 | 2960  |         | LHL         | 27 juillet 2004  |       |
| L     | La Fontaine                                                     | La Fontaine                                                     | Saint-Quentin | 188, rue Canada                    | 47.51032 -67.39183 | 2962  |         | LHL         | 27 juillet 2004  |       |
| L     | La Grande École                                                 | Téléverser                                                      | Saint-Quentin | 182, rue Canada                    | 47.50996 -67.39183 | 2965  |         | LHL         | 27 juillet 2004  |       |
| L     | La maison Lynch-Chouinard                                       | Téléverser                                                      | Saint-Quentin | 231, chemin Monseigneur-Martin Est | 47.51307 -67.38168 | 3437  |         | LHL         | 27 juillet 2004  |       |
| L     | Magasin Madame-Trèfflé-Dubé                                     | Téléverser                                                      | Saint-Quentin | 8, rue Patrick-Jean                | 47.5114 -67.39251  | 3434  |         | LHL         | 27 juillet 2004  |       |
| L     | Magasin du secours direct                                       | Téléverser                                                      | Saint-Quentin | 158, rue Canada                    | 47.5084 -67.39197  | 6655  |         | LHL         | 27 juillet 2004  |       |
| L     | Magasin Patrick-Jean                                            | Téléverser                                                      | Saint-Quentin | 162, rue Canada                    | 47.50895 -67.39244 | 6664  |         | LHL         | 27 juillet 2004  |       |
| L     | Maison Bert-Somers                                              | Téléverser                                                      | Saint-Quentin | 11, rue Champlain                  | 47.50905 -67.39060 | 6653  |         | LHL         | 27 juillet 2004  |       |
| L     | Maison Louis-A.-Lebel                                           | Téléverser                                                      | Saint-Quentin | 213, rue Canada                    | 47.51222 -67.39246 | 6662  |         | LHL         | 27 juillet 2004  |       |
| L     | Maison Léopold-Roy                                              | Téléverser                                                      | Saint-Quentin | 212, rue Canada                    | 47.51211 -67.39163 | 5335  |         | LHL         | 27 juillet 2004  |       |
| L     | Presbytère de la paroisse Très-Saint-Sacrement de Saint-Quentin | Presbytère de la paroisse Très-Saint-Sacrement de Saint-Quentin | Saint-Quentin | 188, rue Canada                    | 47.51064 -67.39159 | 6665  |         | LHL         | 27 juillet 2004  |       |